# Hypsilurus spinipes
Hypsilurus spinipes là một loài thằn lằn trong họ Agamidae. Loài này được Duméril & Bibron mô tả khoa học đầu tiên năm 1851.

## Hình ảnh

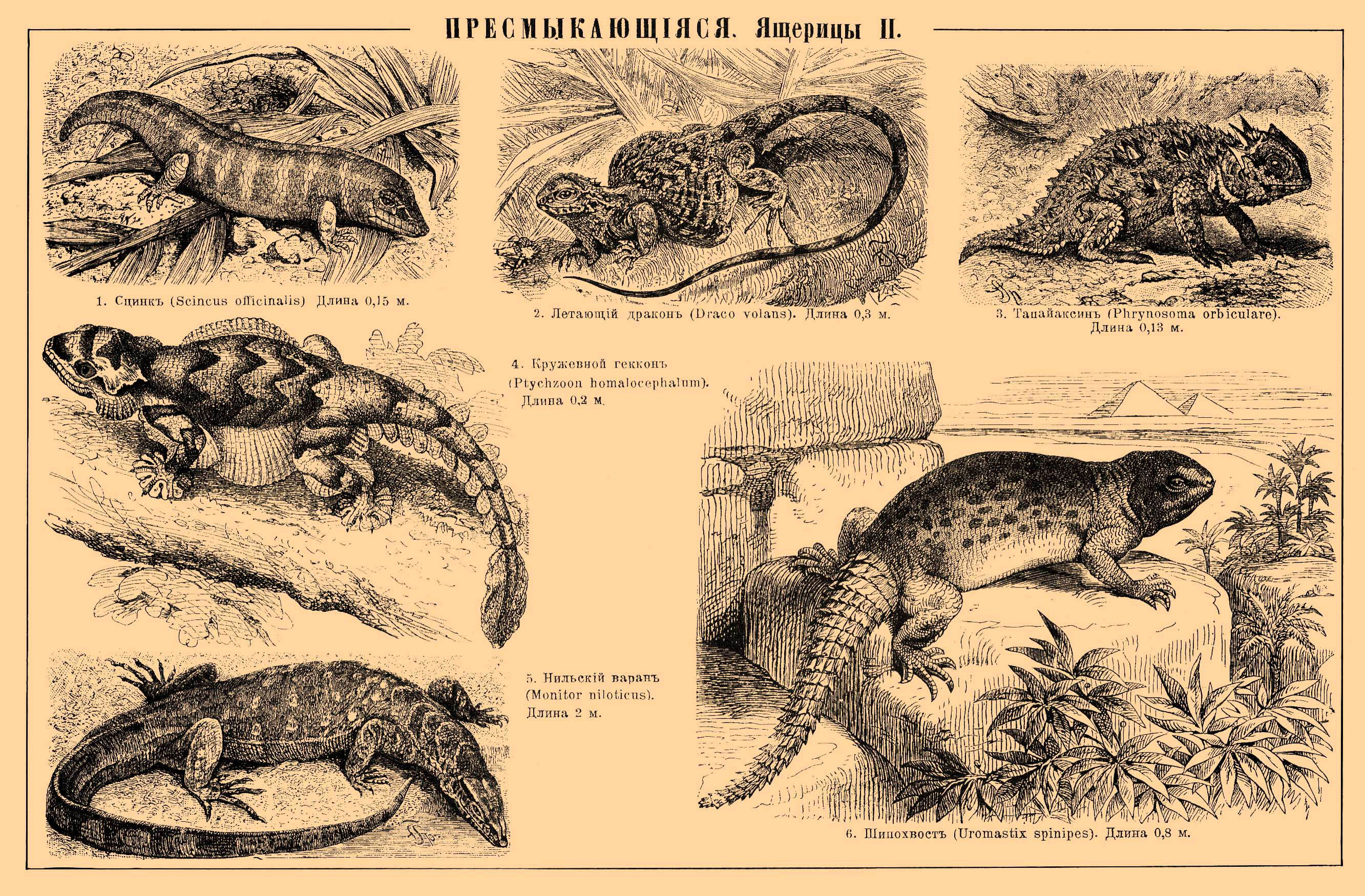
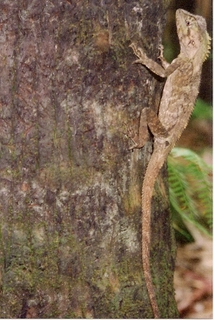
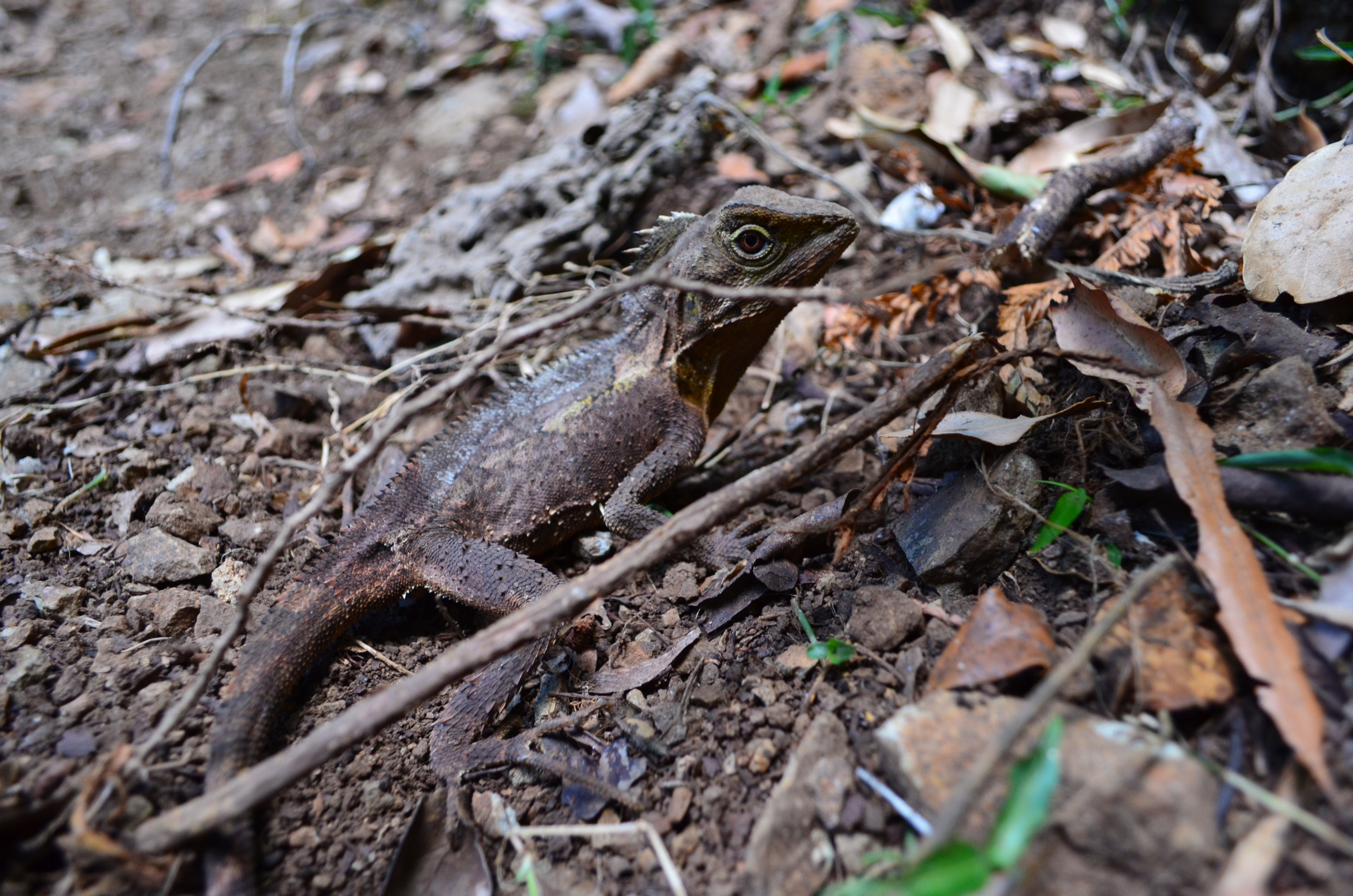